# Smyszlajewka (obwód samarski)
Smyszlajewka (ros. Смышляевка) – osiedle typu miejskiego w Rosji, w obwodzie samarskim, w rejonie wołżskim. W 2010 liczyło 6756 mieszkańców.